# 古内義明
古内 義明（ふるうち よしあき、1968年7月7日 - ）は、日本のスポーツジャーナリスト、MLBアナリスト。株式会社マスターズスポーツマネジメント代表取締役。

## 経歴
1984年
福島県立磐城高校入学。1年時福島県大会準優勝、2年時甲子園出場、3年時開会式直後の1回戦で延長サヨナラ負けし、「天国と地獄」を味わう。
1987年
立教大学法学部法学科入学。同時に体育会野球部所属
1990年
東京六大学野球秋季リーグ戦優勝、明治神宮野球大会の大学の部準優勝
1995年
広告代理店勤務を経て渡米し、スポーツジャーナリストとして活動開始。ニューヨーク市立大学大学院修士課程スポーツ経営学科修了。
2001年
『メジャーを観て死ね』（実業之日本社）でスポーツ文壇の世界にデビュー。
2003年
ジャーナリストとして唯一、松井秀喜のメジャー1年目のレギュラーシーズン163試合とポストシーズン18試合の合計181試合をすべて取材。
2006年
J―WAVEにてNYのスタジオから、「Big　League　Today」のナビゲーターを務める
2010年
日本プロ野球機構のパートナーシップとなった日本コカコーラ社とアドバイザリー契約を結び、「ジョージア魂賞」の広報戦略やPR活動に参画
2012年
北海道新聞にて、ダルビッシュ選手の1年間を追う連載コラム「選究眼」を執筆
2013年
株式会社マスターズスポーツマネジメントの代表取締役社長に就任。3月21日に、国民栄誉賞受賞となった松井選手の野球人生を描いた、『松井秀喜―献身力』（大和書房）を発売。４月には日本唯一のアマチュアプレーヤー向けフリーマガジン「サムライベースボール」の発行人兼編集長に就任。4千の高校野球部と４百の大学野球部にダイレクトに発送。
2014年
ニューヨーク・ヤンキースと161億円の日本選手史上最高額で契約した田中将大と恩師の最強の師弟関係を描いた「「無敗の男－田中将大」～強さをつくった師の流儀」（大和書房）を発売。 同年から立教大学講師として、コミュニティ福祉学部スポーツウェルネス学科で「スポーツビジネス論～メジャーリーグの1兆円ビジネス」の教鞭を執る。日本の大学では初となるメジャーリーグをモデルとしたスポーツビジネス論で、グローバルな視点で活躍する人材育成にも寄与。
2016年
通算14冊目となる単行本「メジャーの流儀～イチローのヒット1本が615万円もする理由」（大和書房）を発売。 11月には「FRESH！by AbemaTV」の野球専門番組「サムライベースボール. TV」で、野球愛のある女子大生MCによる「若者目線」と、ゲストで登場する球団関係者、プロ野球OB、マスコミなど有識者による「プロ目線」の融合で野球ファンの興味を喚起し、高校・大学球児、草野球選手の要求にもしっかり応えるDEEPな番組を原宿駅前にあるHARAJUKU Abema Studioより生配信した。
2017年
「夕刊フジ」にて、『日本体育会紀行』のコラム連載を開始。初回は、”平成絶対王者”大阪桐蔭の西谷浩一監督（報徳学園～関大）を 取材。日本全国を巡り、「伝統」を重んじながらも恐れずに「新しき」取り入れる、我が日本が誇る様々な「体育会」を探訪した。 また、秋季リーグ戦から、一般財団法人東京六大学野球連盟との契約により「東京六大学野球オフィシャルガイドブック」の発行・販売事業に着手し、東京六大学野球連盟が主催する「東京六大学野球ゼミナール」の運営にも携わっている。
2018年
初のバラエティー番組となるフジテレビ系列「全力！脱力タイムズ」に出演。 また「4千分の1の名将 新・高校野球学［関西編］」（大和書房）を発売し、大阪桐蔭の西谷浩一監督を始めとする関西の7人の名将を取り上げ、記念すべき夏の甲子園100回大会に花を添えた。ほか、早稲田大学オープンカレッジにて「日米スポーツビジネス比較論」を開講した。
2021年
テレビ朝日の「羽鳥慎一のモーニングショー」に出演し、立教大学野球部の3学年先輩の長嶋一茂と35年ぶりにスタジオで再会を果たし、大谷翔平の史上19人目のMVP満票受賞を生中継で伝えた。
2023年
ワールドベースボールクラシック（WBC）は、デトロイトでの開催発表会見に始まり、第1回大会からライフワークとして取材している。 また、大会開催の背景を描いた「メジャーリーグのWBC世界戦略～6000億円ビジネスのからくり」（PHP新書）は、スポーツビジネスを語る上での指針とされている。 また、MLBで日本人初のホームラン、そして史上初2度目の満票MVPなど、日本中を熱狂させた大谷翔平について、100本以上のテレビ出演で、その選手また人間として魅力、また、MLB歴史的な価値とビジネス的な価値の両面から情報発信している。

## 出演番組

### 過去

#### 新聞
- 北海道新聞『選究眼』コラム連載
- 北海道新聞『月曜討論』コラム連載
- 東京新聞『こちら特報部』～大谷投手「メジャー表明」の波紋
- 朝日新聞『オピニオン』
- 朝日新聞『耕論』
- 東京スポーツ『古内義明のMLB EXPRESS』連載
- 産経新聞
- 夕刊フジ　『日本体育会紀行』
- 伊豆毎日新聞
- 日刊ゲンダイ

#### 雑誌
- AERA
- 週刊現代
- Gainer
- 週刊ポスト
- 女性セブン
- DIME
- るるぶ～ニューヨーク版
- スラッガー
- Sports Graphic Number・ナンバー
- 週刊文春
- 週刊ベースボール
- 月刊メジャー・リーグ
- ターザン
- サンデー毎日
- R25
- フライデー
- 週刊新潮
- 女性自身

#### テレビ

##### 日本テレビ
- DayDay.〜大谷翔平を始め、MLBやWBCの際は随時出演している。
- 情報ライブ ミヤネ屋（ytv制作）
- ZIP! - ヤンキースのアーロン・ジャッジと大谷翔平とのMVP争いについてスタジオ生出演。2023年11月17日、大谷翔平のMVP授賞式をスタジオ生出演で、菅谷大介アナウンサーと共に通訳しながら解説するなど、随時出演している。大谷のドジャース移籍を的中させた。
- ウェークアップ
- スッキリ!!
- シューイチ
- DON!

##### テレビ朝日
- 羽鳥慎一モーニングショー 　WBC、大谷翔平の情報を中心に出演。大谷のドジャース移籍を的中させた。
- スーパーJチャンネル
- 大下容子ワイド！スクランブル　大谷翔平を中心に随時出演中。
- ビートたけしのTVタックル
- やじうまテレビ
- スーパーニュース
- グッド!モーニング
- やじうまワイド
- 報道ステーション
- モーニングバード
- GET SPORTS

##### フジテレビ
- めざまし8
- Mr.サンデー
- イット！
- バイキング
- グッディ！
- 情報プレゼンター とくダネ!
- ノンストップ!
- L!VE MAJOR LEAGUE BASEBALL
- めざましテレビ
- メジャーリーグ中継
- 全力!脱力タイムズ

##### TBS
- ひるおび　WBC、大谷翔平の情報を中心に随時出演中。大谷のドジャース移籍を的中させた。
- サンデージャポン
- THE TIME,
- ブロードキャスター
- 草野満代の朝なま報道局
- 朝ズバッ!
- Nスタ

##### 朝日放送テレビ
- 教えて！ニュースライブ　正義のミカタ』

##### テレビ東京
- 追跡LIVE！ Sportsウォッチャー

##### 読売テレビ
- 関西情報ネットten
- ウェークアップ

##### 毎日放送
- せやねん！
- サタデープラス

##### 関西テレビ
- LIVEコネクト！
- 旬感LIVE とれたてっ!
- newsランナー
- 開局50周年記念番組「開拓者 ～古田敦也が見たスポーツ界の革命児たち～」

##### CBCテレビ
- ゴゴスマ　大谷翔平の情報を中心に随時出演。24年韓国での開幕Sでは、ドジャースが空港に到着した際に生中継解説をした。